# Dååth
I Dååth, precedentemente conosciuti come Dirtnap, sono una band death metal di Atlanta, Georgia, sotto contratto con la Metal Blade Records.
Il nome prende ispirazione dalla Qabbalah ebraica, in particolare la Dååth è l'undicesima Sephirot e rappresenta il divario tra l'uomo e Dio. La loro musica è descritta come un mix di death metal, thrash metal e black metal, con elementi sinfonici ed elettronici.

## Storia
Il gruppo è stato fondato da Eyal Levi, Mike Kameron e Sean Farber, che dopo aver lasciato il Berklee College of Music di Boston si dedicano a tempo pieno alla loro carriera musicale.
Il loro primo album, intitolato Futility, è stato pubblicato nel 2004. The Hinderers è uscito il 20 marzo 2007 ed è un concept sulla conoscenza prodotto da James Murphy. Sono stati anche realizzati due video: il primo, Festival Mass Soulform, è stato realizzato a scopo promozionale per trovare un'etichetta discografica disposta a mettere il gruppo sotto contratto (e questa sarà la Roadrunner Records), il secondo, The Subterfuge è stato pubblicato il 28 febbraio 2007.
Tra marzo e aprile dello stesso anno la band si è imbarcata in un tour europeo insieme a Unearth, Despised Icon e Job for a Cowboy e in estate è stata uno dei gruppi in rotazione sul secondo palco dell'Ozzfest.
Nel 2008 e nel 2010 vengono pubblicati, ad appena un anno di distanza l'uno dall'altro, il terzo e il quarto album in studio The Concealers e Dååth, realizzati con il nuovo cantante Sean "Z" Zatorsky e pubblicati dalla Century Media Records in sodalizio con la Roadrunner Records.
Nel 2022 viene annunciata l'uscita del batterista Kevin Talley, nella formazione dal 2006. Viene sostituito da Kerim "Krimh" Lechner, già nei Decapitated e nei Septicflesh. Il 6 agosto dello stesso anno viene annunciato che il chitarrista Emil Werstler non è più un membro della band.
Il 22 febbraio 2023 viene annunciata la firma di un contratto discografico con la Metal Blade Records e la pubblicazione di un nuovo singolo, il primo dopo 12 anni dall'ultimo album di inediti, intitolato No Rest No End. Contestualmente, viene annunciata l'entrata nella formazione del nuovo tastierista Jesse Zuretti. Ad agosto dello stesso anno, dopo l'uscita di tre singoli realizzati con diversi chitarristi della scena death metal moderna come ospiti, viene ingaggiato come nuovo chitarrista ufficiale l'austriaco Rafael Trujillo, ospite nella cover di The Philosopher dei Death. Il 3 maggio 2024 pubblicano il quinto album in studio The Deceivers, per la Metal Blade Records.

## Formazione
Attuale
- Sean Zatorsky – voce (2008-presente)
- Eyal Levi – chitarra ritmica, sintetizzatore (2000-presente)
- Rafael Trujillo chitarra solista (2023-presente)
- Krimh – batteria (2022-presente)
- Jesse Zuretti – campionatore, orchestrazioni, chitarra addizionale (2023-presente)

Ex componenti
- Mike Kameron – voce, tastiera (2000-2008)
- Jeremy Creamer – basso (2004-2023)
- Emil Werstler – chitarra solista (2004-2022)
- Kris Dale – basso (2004)
- Eric Sanders – batteria (2004)
- Sam Cuadra – chitarra solista (2004)
- Corey Brewer – batteria (2004)
- Lance Hoskins – basso (2004)
- Matthew Ellis – batteria (2004-2005)
- Kevin Talley – batteria (2006-2022)
- Sean Farber – voce (2006-2007)

## Discografia
Album in studio
- 2004 – Futility
- 2007 – The Hinderers
- 2008 – The Concealers
- 2010 – Dååth
- 2024 – The Deceivers

EP
- 2008 – Dead on the Dancefloor

Singoli
- 2004 – Illuminator
- 2009 – Festival Mass Soulform
- 2007 – Subterfuge
- 2009 – Day of Endless Light
- 2023 – No Rest No End
- 2023 – The Philosopher (feat. Dan Sugarman, Ice Nine Kills & Rafael Trujillo)
- 2023 – Purified with Vengeance (feat. Mark Holcomb, Periphery & Mick Gordon)
- 2023 – Where the Slimes Live (feat. David Davidson of Revocation)
  - 2024 – Hex Unending